# Yorga
Yorga (anche noto come Yorga, il dominatore della giungla) è una serie a fumetti di genere tarzanide-supereroistico creata da Gianluigi Bonelli (testi) e Antonio Canale (disegni).

## Personaggio
Allevato da un fachiro dopo essere rimasto orfano, il protagonista della serie viene da questi introdotto all'ascetismo e sviluppa poteri soprannaturali che insieme alla compagna Leila mette al servizio del bene.

## Storia editoriale
La serie fece il suo esordio nel 1945, nel settimanale Il Cow Boy, dove vennero pubblicate quattro storie spalmate su 32 numeri.
Dopo una prima ristampa l'anno successivo come supplemento allegato alla stessa rivista, nel 1949 la casa editrice Edizioni Juventus diede vita a una collana autonoma mensile in formato a strisce, Albi Yorga (per i primi quattro numeri semplicemente Yorga), che faceva proseguire le avventure del personaggio sempre su testi di Bonelli e disegni di Canale, Franco Donatelli, Marcello Merli e Francesco Gamba per un totale di 41 numeri. Il personaggio fece un ulteriore ritorno nel 1954, quando la collana della Editoriale Dardo 3 Storie Avventurose oltre a ripubblicare le prime 4 storie della serie propose una storia inedita in 4 parti, Yorga e gli uomini leopardo. Nel 1979 il personaggio fu ripreso da Stefano Tamburini sulla rivista Cannibale.